# Varmeudvidelseskoefficient
Varmeudvidelseskoefficient er den forholdsvise udvidelse af et materiale pr. kelvin. Størrelsen betegnes α og har SI-måleenheden K-1.
Varmeudvidelseskoefficienten for faste stoffer er relativ længdeudvidelse pr. grad (αl [K-1]).
mens varmeudvidelseskoefficienten for væsker er relativ volumenudvidelse pr. grad (αv [K-1]).
Givet at længdeudvidelsen er ensartet i alle retninger, er forholdet mellem de to:
αv=3٠αl.
Ved store temperaturændringer, er relativ volumenudvidelse dog større end tre gange relativ længdeudvidelse

## Liste over varmeudvidelseskoefficienter
| Symbol             | Længdeudvidelse α*10-6 K-1 | Længdeudvidelse mm/m/ ̊C |
| ------------------ | -------------------------- | ----------------------- |
| Al, aluminium      | 24                         | 0,024 mm                |
| Pb, bly            | 29                         | 0,029 mm                |
| -, bronze, messing | 18                         | 0,018 mm                |
| Au, guld           | 14                         | 0,014 mm                |
| Cu, kobber         | 17                         | 0,017 mm                |
| Hg, Kviksølv       | 182                        | 0,182 mm                |
| Ni, nikkel         | 13                         | 0,013 mm                |
| Pt, platin         | 9                          | 0,009 mm                |
| Fe, støbejern      | 12                         | 0,012 mm                |
| Fe, stål           | 12                         | 0,012 mm                |
| Ag, Sølv           | 20                         | 0,020 mm                |
| Sn. tin            | 27                         | 0,027 mm                |
| W. wolfram         | 4,3                        | 0,0043 mm               |
| Zn, zink           | 30                         | 0,030 mm                |
| Ir, iridium        | 7                          | 0,007 mm                |
| beton,armeret      | 11                         | 0,011 mm                |
| Glas               | 6-9                        | 0,006 - 0,009 mm        |
| gips, støbt        | 25                         | 0,025 mm                |
| granit             | 8                          | 0,008 mm                |
| kalksten, marmor   | 8                          | 0,008 mm                |
| teglmur, tør       | 5                          | 0,005 mm                |